# Озини
Озини (итал. Osini) — коммуна в Италии, расположена в области Сардиния, подчиняется административному центру Нуоро.
Население коммуны, на 01.01.2024 года, составляет 708 человек, плотность населения ─ 17,86 чел./км². Коммуна занимает площадь 39,64 км².
Почтовый индекс — 08040. Телефонный код — 0782.
Покровителями коммуны почитаются святой Георгий Победоносец и святая Сусанна, празднование 11 августа.

## Демография
Динамика населения:

## Примечание
1. 1 2  Osini (NU) (итал.). Tuttitalia.it. Дата обращения: 9 августа 2024. Архивировано 8 августа 2024 года.